# Huka-huka
Le Huka-huka est un art martial traditionnel pratiqué par les Xingu, hommes et femmes, dans l'état du Mato Grosso au Brésil, en particulier lors des kwarup et du yamurikuma (en).
Les plumes, la carcasse du Cassique cul-jaune, la peau de jaguar sont des marques de distinction que les meilleurs lutteurs peuvent porter à la ceinture. La lutte demande des années de préparation physique et de méditation pour les hommes à partir de l'âge de quatorze ans. Les lutteurs sont peints de rouge et de noir en hommage au jaguar. Juste avant le combat, les protagonistes sont enduits d'huile de péqui.
Le Huka huka (en) est pratiqué à titre expérimental par la police de Sao-Paulo et étudié par les pratiquants de MMA.